# 雅科梅·德布鲁日
雅科梅·德布鲁日（葡萄牙語：Jácome de Bruges），是15世纪弗兰德斯贵族，是亚速尔群岛的首批殖民者之一，首任特塞拉岛总督。

## 生平
雅科梅·德布鲁日是他的葡语姓名，在弗兰德斯他被称为雅各布·范布鲁日，出生在布鲁日一个富有的商人家庭。他的故乡是商业联合体汉萨同盟的城市之一，因此雅科梅·德布鲁日从小就展现出了他的商人天赋。他深知，国际贸易是国家的经济命脉，因此他毫不犹豫地投入了观点相同的恩里克王子门下，担任王子的侍从。恩里克是葡萄牙国王若昂一世之子，他在15世纪所组织的一系列航海探险活动使人类迈入了地理大发现时代。受勃艮第公爵夫人伊莎贝拉（葡萄牙国王杜阿尔特一世和恩里克王子的姐姐）手下的弗兰德斯贵族约斯·范穆克尔克的举荐，雅科梅·德布鲁日成为了派往北大西洋深处新发现的亚速尔群岛领导殖民开拓工作的最佳人选之一。
1450年3月2日，恩里克王子授予他第一张任命状，要求他带领一支由17个弗兰德斯人家庭组成的移民队，前往亚速尔群岛的第三个岛屿特塞拉岛进行殖民。从此，整个15世纪期间，前往亚速尔群岛移民的弗兰德斯人超过了2000人。尽管他们的生活习惯、文化礼仪逐渐被葡萄牙人同化，但一些生理特征（金发蓝眼）、服装打扮和随处可见的风车等等仍在现代的亚速尔群岛留下了弗兰德斯人磨灭不掉的印记，亚速尔群岛甚至又被称作为“Islas de Flamengos”（弗兰德斯人群岛）。
雅科梅·德布鲁日对亚速尔群岛进行了大规模的殖民开拓活动，一说现在特尔塞拉岛上的最大城市英雄港（Angra do Heroísmo）就是他所建立起来的（另一说建城者是阿尔瓦罗·马丁斯）。传言他后来与一位叫桑沙·罗德里格斯·德阿尔塞（Sancha Rodrigues de Arce）的葡萄牙贵族女性结婚。雅科梅·德布鲁日去世后他的妻子和一位女儿都成为了一名修道院的修女。他们另外还有一个女儿名叫安东妮娅·迪亚士·德阿尔塞（Antónia Dias de Arce），尽管她极力争取但最终未能在其父死后继承特塞拉岛的总督头衔，后来她嫁给了杜阿尔特·派姆（Duarte Paim）。